# ناحیه برتیواوی‌فالو
ناحیهٔ برتیواوی‌فالو (به مجاری: Berettyóújfalui járás) یک ناحیه در مجارستان است که در هایدو-بیهار واقع شده‌است. ناحیهٔ برتیواوی‌فالو ۱٬۰۷۳٫۹۰ کیلومتر مربع مساحت و ۴۴٬۹۹۵ نفر جمعیت دارد.